# Reginald Kools
Pour les articles homonymes, voir Kools.
Reginald Kools, né le 16 juin 1993, est un archer belge.

## Carrière
Reginald Kools est sacré champion d'Europe par équipe mixte en arc à poulies en 2021 à Antalya avec Sarah Prieels.